# Bépotastine
La bépotastine est un médicament antihistaminique.

## Mode d'action
C'est un antihistaminique et un stabilisateur des mastocytes .

## Usage médical
La bépotastine est un médicament utilisé comme collyre pour traiter la conjonctivite allergique. Par voie orale, le médicament peut être utilisé contre la rhinite allergique et l'urticaire .

## Effets secondaires
Les effets secondaires de ce médicament sont l'irritation des yeux, les maux de tête ou le nez bouché. Bien qu’il n’existe aucune preuve de dangerosité pendant la grossesse par ce médicament, une telle utilisation n’a pas été bien étudiée,.

## Histoire
L'utilisation médicale de la bépotastine a été approuvée au Japon en 2000 et aux États-Unis en 2009 ,. Aux États-Unis, 5 ml pour les yeux coûtent environ 70 dollars américains en 2022.